# Маковац
Маковац (алб. Makoc) је насељено место у граду Приштини, на Косову и Метохији. Према попису из 2024. у насељу је живело 917 становника.

## Становништво
Према попису из 2011. године, Маковац има следећи етнички састав становништва:
| Националност | 2011.        |
| Албанци      | 997 (100.0%) |
| Укупно       | 997          |

| Демографија | Демографија | Демографија |
| Година      | Становника  | Становника  |
| ----------- | ----------- | ----------- |
| 1948.       | 450         |             |
| 1953.       | 473         |             |
| 1961.       | 561         |             |
| 1971.       | 629         |             |
| 1981.       | 774         |             |
| 1991.       | 815         |             |
| 2011.       | 997         |             |